# Кінотеатр «Перемога» (Маріуполь)
Кінотеатр «Перемога» (Маріуполь) — один із найстаріших кінотеатрів України, розташований у місті Маріуполь Донецької області. Заснований, за свідченнями істориків, між 1908 та 1910 роками під назвою «Ілюзіон», він став невіддільною частиною культурного життя міста на початку XX століття.

## Історія
У перші роки існування кінотеатр функціонував поряд із іншими популярними на той час кінозалами: «ХХ век», «Чары», «Одеон», «Гигант», «Колизей», «Ампир», «Мишель» тощо. Після Громадянської війни зберігся лише один кінотеатр — майбутня «Перемога», який певний час мав назву «Родина».
Під час Другої світової війни кінотеатр діяв під німецькою назвою Soldatenkino, однак у 1943 році зазнав значної пожежі. Після звільнення міста його було відновлено за участі військовополонених. У 1946 році він відкрився під теперішньою назвою — «Перемога» («Победа» російською).
Першою директоркою стала Дар’я Привалова, яка керувала закладом протягом 37 років (1946–1983) та започаткувала низку традицій, що зберігалися десятиліттями. У 1970–1980-х роках кінотеатр мав високі касові збори, а з 1988 року під керівництвом Галини Бургу зазнав модернізації.

## Сучасна реконструкція
У 2019 році кінотеатр придбав маріупольський підприємець Антон Шаталов, який розпочав масштабну реконструкцію. Планувалося відновлення трьох залів, облаштування літнього кінотеатру та будівництво нового залу у форматі IMAX. У грудні 2021 року, після завершення першої черги робіт, кінотеатр урочисто відкрився з оновленим фасадом, модернізованим кінопроекційним обладнанням та відновленим глядацьким залом.

## Знищення під час російського вторгнення
24 лютого 2022 року у зв’язку з повномасштабним вторгненням Росії в Україну кінотеатр припинив роботу. 15 березня будівля зазнала прямого ракетного удару, після чого була пограбована. Унаслідок повторного обстрілу виникла пожежа, яка знищила залишки інтер'єру та обладнання. Загальні збитки, за оцінками власника, сягнули сотень тисяч доларів.
У травні 2023 року будівлю обнесли будівельними лісами, проте законний власник не отримував жодних офіційних запитів щодо реконструкції. За деякими повідомленнями, контроль над залишками кінотеатру захопив родич одного з колаборантів. Через критичні ушкодження несучих конструкцій повноцінне відновлення будівлі у старому вигляді є технічно небезпечним.

## Перспективи
Власник Антон Шаталов заявив про намір збудувати новий кінотеатр у звільненому українському Маріуполі з урахуванням усіх сучасних стандартів безпеки. За його словами, команда вже працює над новим проєктом і шукає підтримки серед української та міжнародної кіноіндустрії.